# Simon Kjær
Simon Kjær (ur. 26 marca 1989 w Horsens) – duński piłkarz występujący na pozycji obrońcy, były reprezentant Danii. Uczestnik Mistrzostw Świata 2010 i 2018 oraz Mistrzostw Europy 2012, 2020 i 2024.

## Kariera klubowa
Kjær profesjonalną karierę rozpoczął w FC Midtjylland. W listopadzie 2007 został wybrany Młodym Piłkarzem Roku w Danii. W lutym 2008 podpisał 5-letni kontrakt z włoskim US Palermo, ale do klubu przeszedł dopiero w lipcu tego samego roku. Jego dotychczasowy klub FC Midtjylland otrzymał za niego 4 miliony euro. W Serie A zadebiutował 26 października 2008, w przegranym 3-1 spotkaniu przeciwko Fiorentinie. Pierwszego gola w barwach Palermo zdobył 2 listopada, tydzień po debiucie w lidze. Swoim trafieniem ustalił wynik spotkania z Chievo Werona na 3:0.
Latem 2010 przeszedł do niemieckiego VfL Wolfsburg za kwotę ok. 12 milionów euro podpisując 4-letni kontrakt gwarantujący mu płacę ok. 2,4 miliona rocznie.
W lipcu 2013 roku za 2 milionów euro przeszedł do Lille OSC, a w 2015 roku odszedł do tureckiego Fenerbahçe SK. W 2017 przeszedł do Sevilli, skąd był dwukrotnie wypożyczany w 2019 do Atalanty, a zimą 2020 do Milanu, który latem go wykupił. 1 grudnia 2021 Podczas meczu z Genoą zerwał więzadła boisko opuścił na noszach. Został mistrzem Włoch w sezonie 2021/2022. 13 stycznia 2025 roku ogłosił zakończenie kariery.   
| Sezon   | Klub                | Kraj      | Rozgrywki        | Mecze | Bramki | Rozgrywki Europy                    | Mecze | Bramki |
| ------- | ------------------- | --------- | ---------------- | ----- | ------ | ----------------------------------- | ----- | ------ |
| 2007/08 | FC Midtjylland      | Dania     | SAS Ligaen       | 19    | 0      | –                                   | –     | –      |
| 2008/09 | US Città di Palermo | Włochy    | Serie A          | 27    | 3      | –                                   | –     | –      |
| 2009/10 | US Città di Palermo | Włochy    | Serie A          | 35    | 2      | –                                   | –     | –      |
| 2010/11 | VfL Wolfsburg       | Niemcy    | Bundesliga       | 32    | 1      | –                                   | –     | –      |
| 2011/12 | VfL Wolfsburg       | Niemcy    | Bundesliga       | 3     | 0      | –                                   | –     | –      |
| 2011/12 | AS Roma (Wyp.)      | Włochy    | Serie A          | 22    | 0      | –                                   | –     | –      |
| 2012/13 | VfL Wolfsburg       | Niemcy    | Bundesliga       | 22    | 2      | –                                   | –     | –      |
| 2013/14 | Lille OSC           | Francja   | Ligue 1          | 34    | 0      | –                                   | –     | –      |
| 2014/15 | Lille OSC           | Francja   | Ligue 1          | 31    | 1      | Liga Mistrzów UEFA Liga Europy UEFA | 4 5   | 0 1    |
| 2015/16 | Fenerbahçe SK       | Turcja    | Süper Lig        | 28    | 2      | Liga Europy UEFA                    | 8     | 0      |
| 2016/17 | Fenerbahçe SK       | Turcja    | Süper Lig        | 27    | 1      | Liga Europy UEFA                    | 9     | 2      |
| 2017/18 | Sevilla FC          | Hiszpania | Primera División | 20    | 2      | Liga Mistrzów UEFA                  | 5     | 1      |
| 2018/19 | Sevilla FC          | Hiszpania | Primera División | 26    | 0      | Liga Europy UEFA                    | 7     | 0      |

## Kariera reprezentacja
W młodzieżowych reprezentacjach Danii rozegrał łącznie 16 spotkań i zdobył w nich jedną bramkę. W seniorskiej drużynie narodowej zadebiutował 6 czerwca 2009 w wygranym 1:0 meczu ze Szwecją. Wraz z personelem medycznym został nagrodzony przez UEFA za wkład w ratowanie życia Christiana Eriksena. 